# Samba Makossa
"Samba Makossa" é o quarto single do álbum Da Lama ao Caos de Chico Science e Nação Zumbi.

## Regravações
Samba Makossa foi relançada em 2003, no álbum Acústico MTV - Charlie Brown Jr., tornando-se o terceiro single de trabalho do álbum.
Sobre a escolha desta música para fazer parte do repertório do álbum e do show, Chorão falou:

### Músicos
- Chorão: vocal;
- Marcelo D2: vocal;
- Marcão: violão;
- Tadeu Patolla: violão base;
- Champignon: baixolão;
- Renato Pelado: bateria;
- Daniel Ganjaman: piano Rhodes;
- Fabrício Uruca de Santos: gaita.

## Desempenho nas Paradas de Sucesso
| Ano  | Single                           | Charts      | Charts         | Charts       | Charts    | Charts        | Charts | Charts | Álbum                            |
| Ano  | Single                           | BRA Hot 100 | BRA Hit Parade | BRA Year End | Bill. BRA | Bill. Pop BRA | HSPN   | POR    | Álbum                            |
| ---- | -------------------------------- | ----------- | -------------- | ------------ | --------- | ------------- | ------ | ------ | -------------------------------- |
| 2004 | "Samba Makossa (com Marcelo D2)" | 7           | 7              | 93           | —         | —             | —      | —      | Acústico MTV - Charlie Brown Jr. |